# گربه‌های جهنمی نیروی دریایی
گربه‌های جهنمی نیروی دریایی (به انگلیسی: Hellcats of the Navy) فیلمی ۸۲ دقیقه‌ای به کارگردانی نیتن اچ. جوران با بازی رونالد ریگان است.